# Gallotia simonyi
La lucertola gigante di Hierro (Gallotia simonyi (Steindachner, 1889)) è una specie di lucertola appartenente alla famiglia Lacertidae, endemica dell'isola di El Hierro, nelle isole Canarie. È il simbolo animale di El Hierro.
Un tempo l'areale di questa specie comprendeva l'intera isola e l'isolotto Roque Chico De Salmor, ma ora a causa dell'insediamento umano la lucertola gigante di Hierro sopravvive con poche centinaia di esemplari nella parte meridionale dell'isola, a Risco De Tibataje, nella Fuga De Gorreta, e al Paso Del Pino.

## Descrizione
La lucertola gigante di Hierro raggiunge una lunghezza di 60 cm e un peso di 4 kg.

Questa specie è caratterizzata da un evidente dimorfismo sessuale. La testa dei maschi è nera con due strisce grigie all'altezza della nuca, il dorso è arancione mentre la coda rossiccia è circondata da lievi strisce nere. Nelle femmine la testa è più schiacciata ed è color legno, il dorso e il resto del corpo è biancastro.

## Biologia
La lucertola gigante di Hierro è onnivora: si nutre di insetti, vermi, bruchi e piante, principalmente Kleinia neriifolia e Lavandula abrotanoides.
La stagione degli accoppiamenti inizia verso maggio; una femmina può deporre da 5 a 13 uova, che si schiudono dopo circa 61 giorni di incubazione.

## Tassonomia
Sono note due sottospecie:
- Gallotia simonyi machadoi López-Jurado, 1989
- Gallotia simonyi simonyi (Steindachner, 1889) † - un tempo diffusa nell'isolotto di Roque Chico De Salmor, ora estinta

In precedenza tra le sottospecie della lucertola gigante di Hierro erano incluse anche la lucertola gigante di La Palma (Gallotia auaritae) e la lucertola gigante di La Gomera (Gallotia bravoana), ora considerate specie a sé stanti.

## Conservazione
La IUCN Red List classifica G. simonyi come specie in pericolo critico di estinzione (Critically Endangered).
Attualmente la popolazione di questa specie è di circa 400 individui; nel 2002  è stato finanziato un progetto del governo delle isole Canarie di reintroduzione di questa specie e della lucertola gigante di Roque Chico De Salmor. I gatti e gli altri animali introdotti come i gabbiani sono stati trasferiti su altre isole, per assicurare una maggiore stabilità della popolazione di queste due specie.